# 星島新聞集團
星島新聞集團有限公司（英語：Sing Tao News Corporation Limited）是香港一家致力為全球華人地區提供領先內容及服務的媒體的企業，出版多份報章及雜誌、圖書及多媒體內容。《星島日報》是集團的主要收費報章，在香港以及北美地區發行。集團於香港交易所上市（港交所：1105），行業分類為服務業-傳媒印刷。前身是泛華集團控股有限公司，是一間以出版與傳媒為業務的企業。集團董事會聯席主席是郭英成及蔡志明的兒子蔡加讚，大股東分別是郭的女兒郭曉亭及蔡加讚。另外“星島”中的「島」，指香港島而非新加坡。

## 沿革

### 星島集團
星島集團本為緬甸胡文虎家族擁有。1985年星島報業有限公司與怡勝太平洋投得當年的「廣東道地王」，並於一年後轉手，現址被新買家發展為力寶太陽廣場，新太陽廣場及朗廷酒店。1986年，經過短暫私有化，星島報業有限公司改名星島有限公司重新上市，編號233。
集團使用1989年（譯名：星島集團有限公司） 作為名稱於百慕大註冊新控股公司，並將代替星島有限公司的上市地位。但星島有限公司作為子公司存續至今。
1990年代，胡文虎後人胡仙因誇大《英文虎報》銷量一事惹上官非，但當時的律政司司長梁愛詩以公眾利益為由不起訴胡仙。後來胡仙把所持有的Sing Tao Holdings股份賣給基金公司Lazard Asia。

### 星島新聞集團
星島新聞集團有限公司之前身柏寶集團有限公司於1996年在香港交易所主板上市，原本是代理理光照相機產品，但隨著公司盈利出現倒退，還出現嚴重虧損，故被擔任全國政協常委的何柱國收購。
2000年，柏寶集團被出售給何柱國，改名泛華科技集團有限公司。
2001年1月，泛華科技集團有限公司獲得Sing Tao Holdings的控股權。
2002年，泛華展開系內重組，Sing Tao Holdings之媒體業務，及多倫多Colony Hotel等業務由Sing Tao Holdings轉移至泛華集團，同時出售餘下只有物業投資買賣業務的Sing Tao Holdings予銘源投資集團借殼上市，成為銘源醫療。
2003年出售Colony Hotel，現址為多倫多大學的學生宿舍。

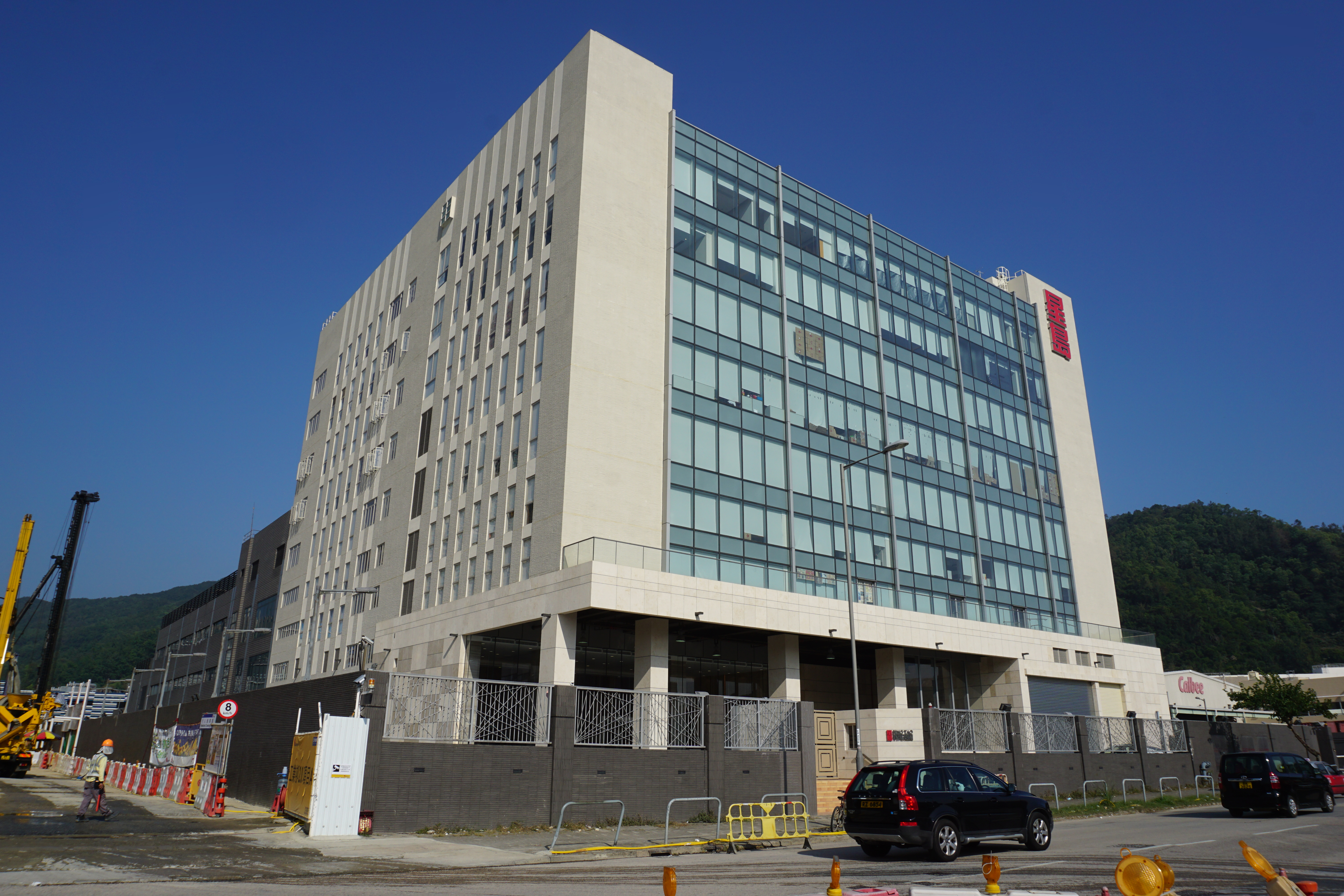
將軍澳星島新聞集團大廈

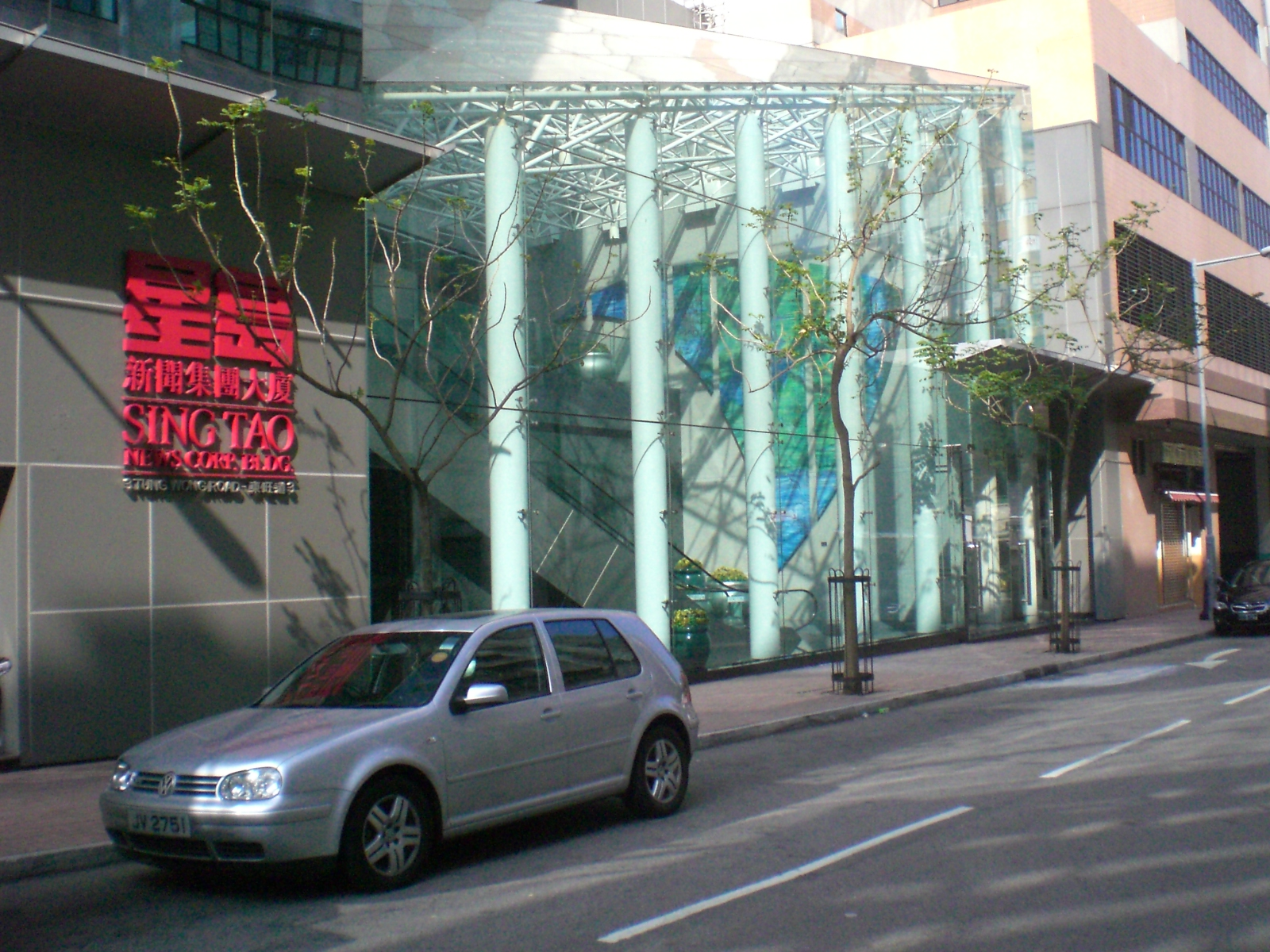
星島阿公岩舊總部（攝於2008年）

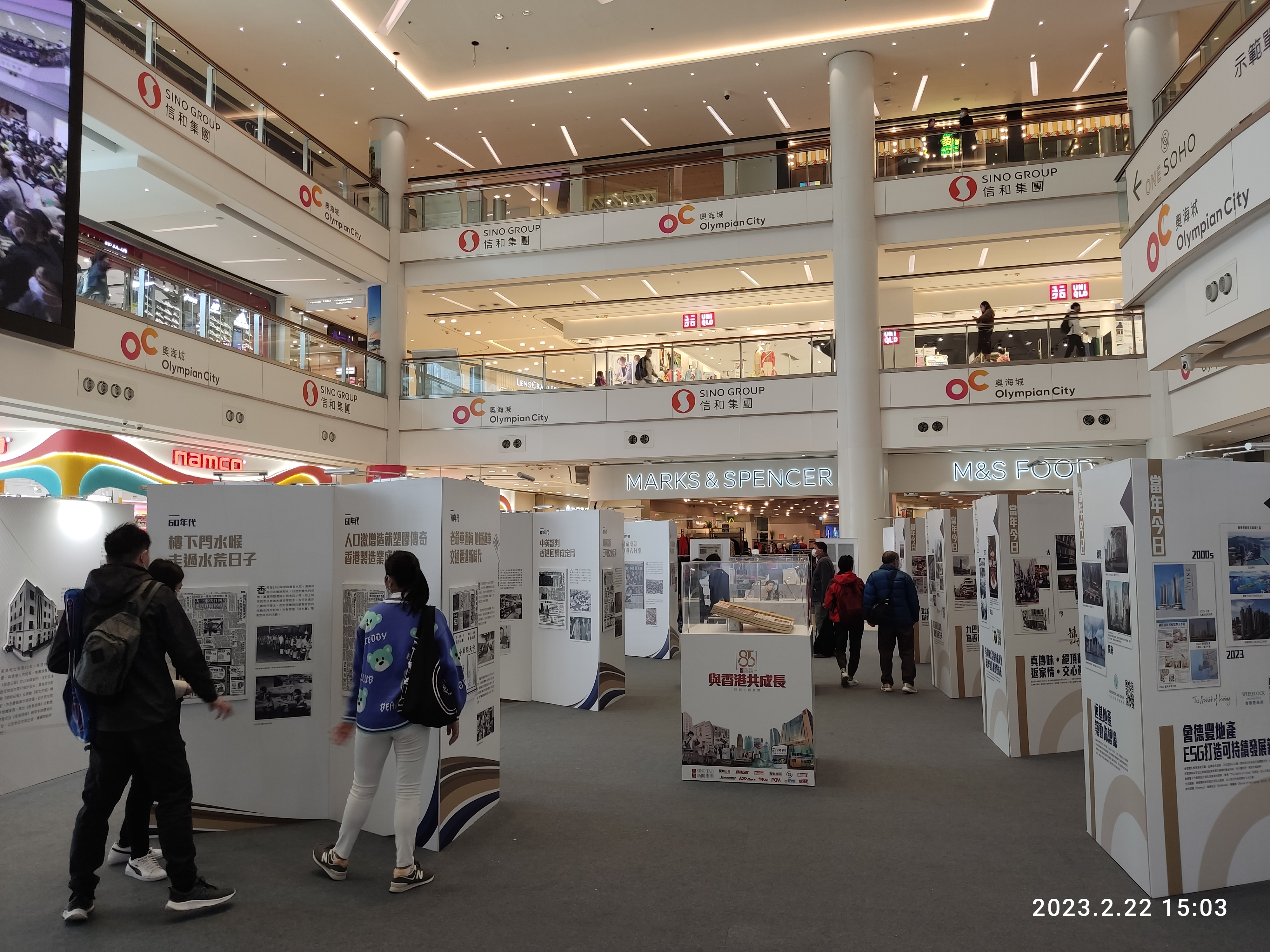
2023年2月，星島新聞為慶祝踏入85周年，在奧海城二期設「星島85周年『與香港共成長』巡迴主題展覽」

2005年2月4日，舉行之股東特別大會表決正式通過，決議將公司之名稱由「Global China Group Holdings Limited」更改為「Sing Tao News Corporation Limited」及採納新的中文名稱「星島新聞集團有限公司」，以取代其現時之中文名稱「泛華集團控股有限公司」，改名至今。
2005年，星島新聞集團出售九龍灣總部星島大廈予億京發展。星島新聞集團其後曾使用筲箕灣（阿公岩）星島新聞集團大廈作為總部，2017年租約期滿後再搬到將軍澳星島新聞集團大廈。
2020年2月6日，星島新聞集團結束澳洲的業務，其澳洲子公司清盤。香港集團董事代表及4名清盤公司代表與辦事處全體員工會面，指因為生意問題，公司需要清盤，不會支付遣散賠償，員工可向政府申請基金。而員工申請基金需時2至3個月，員工批評其無良及感到徬徨。當地華人證實未能買到該日的星島日報澳洲版。
2021年1月28日，中國內地地產發展商佳兆業主席郭英成的女兒郭曉亭以3.7億港幣購星島新聞集團28%股權，成為星島最大股東。6月3日，前任控股股東何柱國已完成出售其所持股份，郭英成、郭曉亭獲委任為集團董事會主席、副主席。同年8月，星岛集团依据美国司法部《外国代理人登记法》的要求，将在美国运营的5家附属媒体公司列为外国代理人。

## 旗下業務

### 出版報章
- 《星島日報》[註 1]
  - 《陽光校園+兒童報》（隨小學版星島日報附送）
  - 《S-FILE》（隨中學版星島日報附送）
- 《頭條日報》
- 《英文虎報》（The Standard）
  - 《Standard Goodies》
  - 《Junior Standard》
  - 《Student Standard》

#### 已停刊
- 《快線周報》
- 《星島晚報》

### 出版雜誌
- 《東周刊》
- 《Touch》（實體版已停刊；現時網上出版）
- 《JET》（從2020年1月已脫離星島新聞集團）
- 《睇樓王》
- 《投資王》
- 《親子王》
- 《Caz Buyer 車買家》
- 《JobMarket 求職廣場》
- 《Spiral Magazine 游絲雜誌》：腕錶雜誌（從2020年1月已脫離星島新聞集團）
- 《PCM電腦廣場》 （從2016年1月已脫離星島新聞集團）

### 新媒體
- 星島頭條 （页面存档备份，存于）︰結合生活、新聞資訊、視頻、個人化功能及生活實用小工具的綜合平台。
- 星島環球網 （页面存档备份，存于）：報道世界重大時政新聞和財經要聞，中國國內及港澳台的時政新聞和財經要聞，以及與華人、移民等密切相關的新聞。
- 「Oh！爸媽 （页面存档备份，存于）」：一站式升學、親子平台，提供本地及海外升學、親子教養、育兒、活動及產品等資訊。

### 其他
- HeadlineJobs：招聘廣告媒體
- EDUplus：持續教育廣告媒體
- A-Performers：商業精英多媒體招聘資訊平台
- 星島虎報海外地產網：星島新聞集團旗下一個海外置業資訊網站，成立於2016年7月28日。
- 泛華匯訊有限公司（泛華匯訊）（GCMT）：資訊內容供應商
- 星島出版社
- 傑出領袖選舉（Leader of the Year）：自1994年起每年舉辦，表揚對香港、聯繫中國以至全球等有極大貢獻的領袖。
- 《巴士的報》：星島新聞集團投資的一份網上媒體，成立於於2013年成立。星島新聞集團佔30%股份
- 星島中文電台、 A1中文电台：星島新聞集團在美国旧金山和加拿大多伦多运营的广播业务。

## 備註
1. ↑  《星島日報》加拿大版由合營公司經營